# Esta noche voy a verla
Esta noche voy a verla (spanisch für Heute Abend werde ich sie sehen) ist ein Lied des mexikanischen Singer-Songwriters Juan Gabriel, das erstmals 1974 auf seinem gemeinsam mit den Mariachi Vargas de Tecalitlán realisierten Album Juan Gabriel con el Mariachi Vargas de Tecalitlán veröffentlicht wurde und zu dem auch ein Musikvideo gedreht wurde. Gabriel spielte das Lied bei vielen seiner Liveauftritte und meistens im Medley mit Caray.

## Inhalt
In dem Lied berichtet der Protagonist von seiner Vorfreude auf den heutigen Abend, an dem er seine Auserwählte treffen und ihr einen Heiratsantrag machen wird. 

## Coverversionen
Das Lied wurde von zahlreichen Künstlern und insbesondere Mariachi-Bands gecovert; unter anderem 1975 von Lola Beltrán und 2000 von Pablo Montero auf seinem Album Que voy a hacer sin ti.